# Polystichum iidanum
Polystichum iidanum är en träjonväxtart som beskrevs av Kurata. Polystichum iidanum ingår i släktet Polystichum och familjen Dryopteridaceae. Inga underarter finns listade.